# Хирано, Аюму
Аюму Хирано (яп. 平野 歩夢 Хирано Аюму, род. 29 ноября 1998 года в городе Мураками префектуры префектура Ниигата) — японский сноубордист, выступающий в хафпайпе. Олимпийский чемпион 2022 года (первый в истории спортсмен из Азии, ставший олимпийским чемпионом по сноуборду в любой дисциплине) и двукратный серебряный призёр Олимпийских игр (2014 и 2018). Самый юный призёр Олимпийских игр во всех лыжных видах спорта (15 лет и 74 дня). 
Также выступает в скейтбординге, участник летних Олимпийских игр 2020 года.
- Победитель пяти этапов Кубка мира в хафпайпе (первый этап выиграл в 2013 году в возрасте 14 лет);
- Победитель X-Games 2018 года в суперпайпе.

Аюму — старший брат сноубордиста Кайсу Хирано. Аюму и Кайсу не являются родственниками другого японского сноубордиста Руки Хирано. Все три Хирано выступали в финале хафпайпа на Олимпийских играх 2022 года.

## Результаты выступлений в Кубке мира
| |                     |         |      |       |          |         |
| \| 2013-14 Итоги (AFU) \| 2013-14 Итоги (AFU) \| Кардона \| Рука \| Купер \| Стоунхем \| ОИ Сочи \| \| Очков \| Место \| Х-П \| Х-П \| Х-П \| Х-П \| Х-П \| \| 1200 \| 11 \| 1 \| - \| 13 \| - \| 2 \| |                     |         |      |       |          |         |
| Х-П — Хафпайп DNS — спортсмен был заявлен, но не стартовал DNF — спортсмен стартовал, но не финишировал DSQ — спортсмен финишировал, но дисквалифицирован CANC — старт отменён — — спортсмен не участвовал в этой гонке Примечание: очки набранные в гонках спортсменом на Чемпионатах мира и Олимпийских играх не учитываются в итоговом рейтинге Кубка мира. |                     |         |      |       |          |         |
| 2013-14 Итоги (AFU) | 2013-14 Итоги (AFU) | Кардона | Рука | Купер | Стоунхем | ОИ Сочи |
| Очков | Место               | Х-П     | Х-П  | Х-П   | Х-П      | Х-П     |
| 1200 | 11                  | 1       | -    | 13    | -        | 2       |